# Ramesses IV
Ramesses IV, còn có tên Ramses IV hay Rameses IV, là vị pharaon thứ ba của Vương triều thứ 20 của Ai Cập cổ đại thời Tân vương quốc, cai trị từ khoảng năm 1155 - 1149 TCN hoặc 1151 - 1145 TCN. Ông được chọn làm thái tử vào năm trị vì thứ 22 của Ramesses III khi mà 4 người anh trước ông đã chết.
Do vương triều của cha ông kéo dài tới 3 thập kỉ cho nên Ramsesses IV được tin là đã thừa kế ngai vàng vào khoảng 40 tuổi.

## Gia quyến
Ramesses IV là con trai thứ năm của Ramesses III. Mẹ ông được cho là hoàng hậu Tyti; là một người chị/em gái của Ramesses III. Bà được sắc phong các danh hiệu: "Con gái của Vua", "Chị em gái của Vua", "Vợ của Vua" và "Mẹ của Vua". Tyti cũng có thể là mẹ của 3 vị hoàng tử khác là Khaemwaset, Amun-her-khepeshef và Meryamen. Ramesses IV còn là anh khác mẹ với Ramesses VI.
Người vợ duy nhất được biết đến của ông là hoàng hậu Duatentopet, cũng là mẹ đẻ của Ramesses V. Thân thế của hoàng hậu cũng không rõ ràng. Một số thuyết cho rằng bà là con gái của Ramesses III, tức là chị/em cùng cha với Ramesses IV.

## Lên ngôi
Trước khi kế vị, ông được phong 3 danh hiệu: "Hoàng tử kế vị", "Người ghi chép hoàng gia" và chức "Tổng tư lệnh". Cả ba tước vị này xuất hiện trên ngôi đền của Amenhotep III tại Soleb và trên mái đỡ của một cổng vào, hiện lưu giữ tại Ý. Vì là người kế vị sau này, ông cũng được nhận nhiều nhiệm vụ cao cả, như vào năm thứ 27 của cha ông, Ramesses IV được phong làm "Nhà tiên tri của Amun".
Khi còn là Thái tử, Ramesses IV có tên là Amonhirkhopshef. Ông được chọn làm người kế vị ngai vàng vào năm thứ 22 của Ramesses III. Tiye, một thứ phi của Ramesses III, vì muốn tranh đoạt ngôi báu cho con trai mình, hoàng tử Pentawer, đã lôi kéo thêm nhiều quan lại trong triều tham gia vào cuộc đảo chính này.

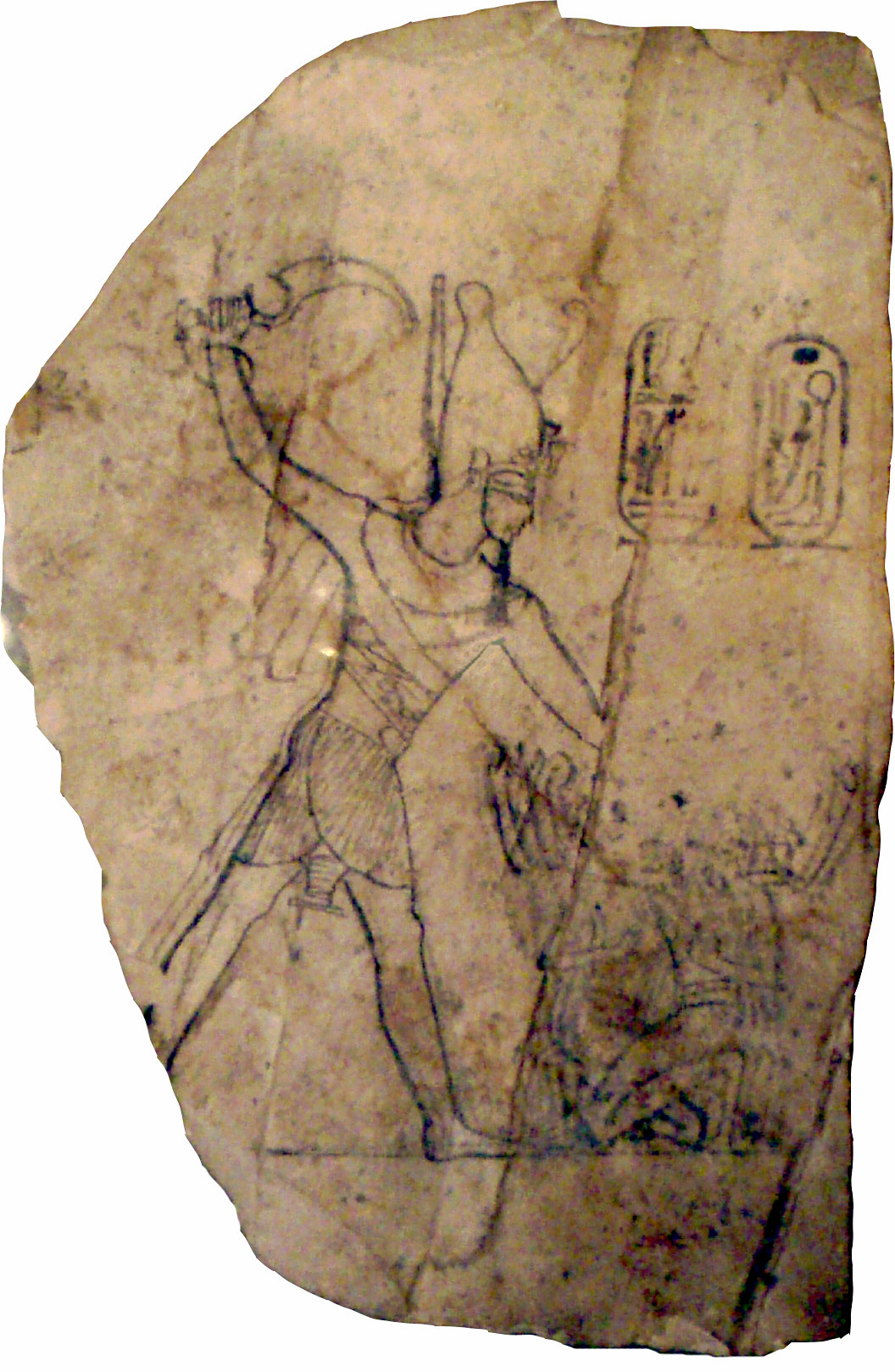
Mảnh đá vôi miêu tả cảnh Ramesses IV chiến đấu với kẻ địch, Bảo tàng Mỹ thuật Boston

Ramesses III bị sát hại. Ramesses IV nhanh chóng lên ngôi, và ông đã cho xử tử hết tất cả bè lũ thứ phi Tiye, kể cả người em Pentawer, theo cuộn giấy cói ghi lại phiên tòa xét xử. Không rõ kết cục của Tiye.

## Công trình
Vào buổi đầu trị vì, Ramesses IV đã cho mở rộng nhiều công trình ở Deir el-Medina và cho người đến khai thác các mỏ đá ở Wadi Hammamat và Sinai. Một bia đá tại Wadi Hammamat đánh dấu một cuộc khai phá với quy mô lớn nhất tại đây vào năm thứ ba của Ramesses IV - gồm 5.000 binh lính, 2.000 tư tế từ khắp các đền thờ thần Amun, 130 công nhân và thợ khai thác đá, 800 người khác thuộc những tầng lớp khác nhau như người lao động, nô lệ, tù binh... (gọi chung là Habiru hay Apiru), dẫn đầu đoàn người này là Ramessesnakht, quan Tư tế cấp cao của Amun, người phục vụ qua 6 đời vua (từ Ramesses IV đến Ramesses IX).
Nhà vua còn cho mở rộng Đền thờ thần Khonsu tại Karnak và xây dựng một đền thờ bên cạnh đền của nữ hoàng Hatshepsut. Vào năm thứ tư của Ramesses IV, nhiều binh đoàn được gửi tới Sinai để khai thác ngọc lam, mục đích là để trang trí thêm cho nhà nguyện của Ramesses IV tại Serabit el-Khadim.
Ngoài ra, còn nhiều công trình đền đài kỷ niệm và văn thư của Ramesses IV được tìm thấy. Cuộn giấy cói Papyrus Mallet ghi lại những hoạt động mua bán từ năm thứ 31 của vua Ramesses III đến năm thứ ba của Ramesses IV. Một cuộn giấy cói khác, Papyrus Harris I, vinh danh Ramesses III và Turin Papyrus Map đó là bản đồ địa chất cổ xưa nhất được biết đến, đều được ghi chép dưới thời của Ramesses IV. Bên cạnh đó, tên của nhà vua được tìm thấy trên một cột tháp tại Cairo và một cổng tháp môn tại Heliopolis.

## Qua đời

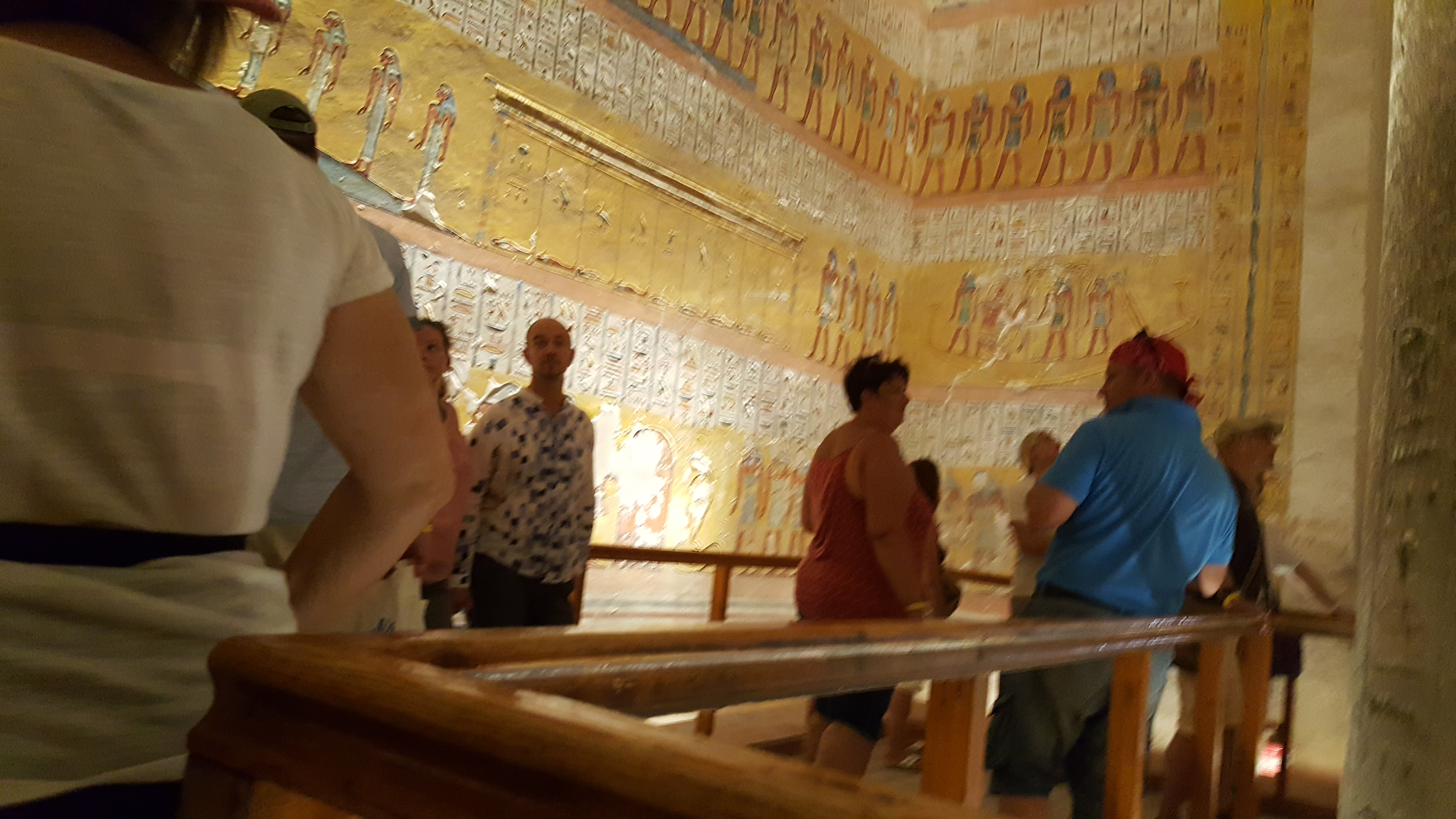
Bên trong lăng mộ KV2 của Ramesses IV trong Thung lũng các vị vua

Ramesses IV ở ngôi được khoảng 6 năm rưỡi thì băng hà, được chôn cất tại ngôi mộ KV2 ở Thung lũng các vị Vua. Xác ướp của nhà vua sau đó dược tìm thấy tại KV35, mộ của Amenhotep II vì vào các Vương triều sau đó, các xác ướp hoàng gia được đem cất giấu đi để đề phòng nạn đào trộm mộ. Hoàng hậu Duatentopet của ông được chôn tại QV74 trong Thung lũng các Vương hậu. Con trai duy nhất của hai người lên ngôi kế vị, tức vua Ramesses V.